# Mikrovågor
Mikrovågor representerar en kategori av elektromagnetisk strålning som ligger inom de högre radiofrekvensbanden, med kortare våglängder än typiska radiovågor men längre våglängder än ljus och infraröd strålning. Det finns ingen exakt definition, men vanligtvis hänvisar det till frekvenser från 300–500 MHz uppåt, med en övre gräns som har varierat över tid. Dessa frekvenser har traditionellt delats in i flera mikrovågsband  ofta benämnda med bokstäver (såsom A, G, J och andra, se tabell nedan), ursprungligen baserat på tidig radarteknik.

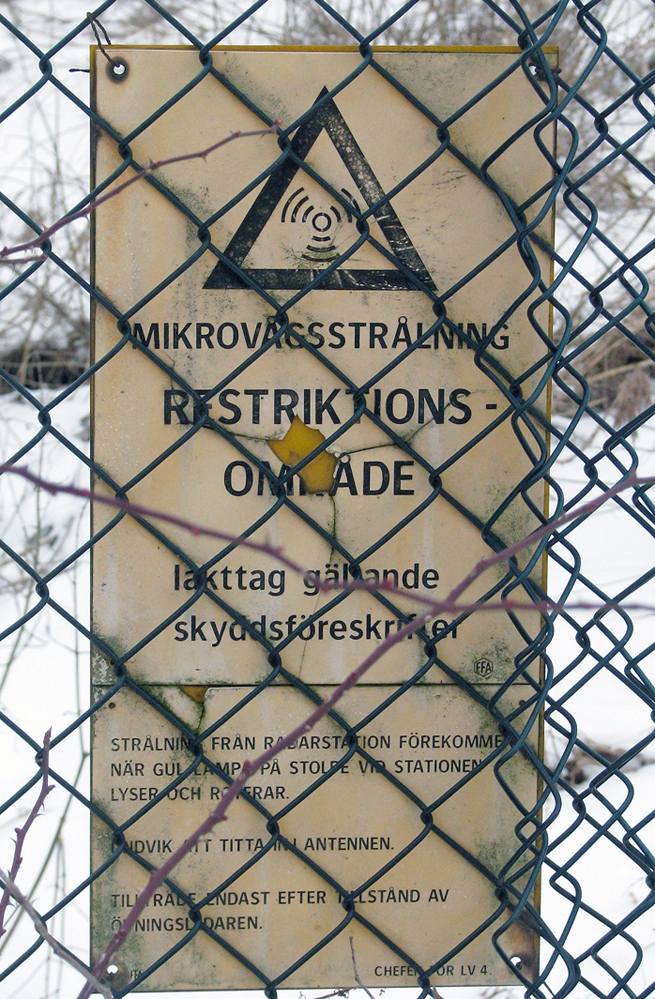
En gammal varningsskylt för mikrovågsstrålning. Militärens gamla övningsområde i Ystads sandskog.

Dessa bandbeteckningar utvecklades ursprungligen under andra världskriget för att kategorisera teknik som då ansågs hemlig. Bredden på dessa band var ofta baserad på användbara frekvensband för standardiserade vågledardimensioner. Dessa bokstavsbeteckningar har dock utvecklats över tid och kan nu ha flera olika betydelser för olika frekvensområden. Vissa tillämpningar kan sträcka sig över bandgränserna, med samma vågledardimension.
För att undvika förvirring rekommenderas det i vissa fall att referera till frekvenser direkt istället för att använda bandbeteckningar, eftersom våglängden kan variera beroende på utbredningsmediets art och dess temperatur-, fuktighets- och tryckberoende egenskaper.
Beteckningarna används fortfarande i vissa områden, som radar, trots risken för missförstånd. Andra områden, som radiolänkteknik, har börjat övergå till direkt referens till frekvenser. Internationella Teleunionen (ITU) har försökt att fasas ut användningen av dessa beteckningar.
En minnesregel för att komma ihåg ordningsföljden på de olika bokstavsbanden (från högsta till lägsta frekvens) är: "King Xerxes Can Seduce the Lovely Princess".

## Användning
En mikrovågsugn använder mikrovågor för att värma mat.

## Exempel på mikrovågsbanden och frekvenser
| Band | Frekvens        | Källa                                |
| ---- | --------------- | ------------------------------------ |
| A    | 2 182 kHz       | Radioreglementet, AP9 (1990)         |
|      | 100–250 MHz     | NATO New Warfare                     |
|      | 150–180 MHz     | Hewlett-Packard, Application Note 21 |
|      | 3,22–4,9 GHz    | Sivers Lab                           |
|      | 5,38–8,17 GHz   | FOA3 rapport C479 (1966-02)          |
|      | 26,4–40,8 GHz   | FOA3 rapport C479 (1966-02)          |
|      | 114–113 GHz     | FOA3 rapport C479 (1966-02)          |
| AF   | 20–20 000 Hz    | Radioreglementet, AP9 (1990)         |
| AM   | 148,5–283,5 kHz | Radioreglementet, AP8 (1990)         |
|      | 526,5–1 605 kHz | Radioreglementet, AP8 (1990)         |

| Elektromagnetiskt spektrum | Elektromagnetiskt spektrum | Elektromagnetiskt spektrum | Elektromagnetiskt spektrum | Elektromagnetiskt spektrum |
| Frekvensområde             | Frekvens                   | Våglängd                   | Fotonenergi                | Intervallbredd             |
| -------------------------- | -------------------------- | -------------------------- | -------------------------- | -------------------------- |
| Audiofrekvens              | 30 kHz–3 Hz                | 10 km–100 Mm               | < 12,4 feV                 |                            |
| Radiofrekvens              | 300 MHz–30 kHz             | 1 m–10 km                  | 1,24 µeV–12,4 feV          | 4 B                        |
| Mikrovågor                 | 300 GHz–300 MHz            | 1 mm–1 m                   | 1,24 meV–1,24 µeV          | 3 B                        |
| Infraröd (IR)              | 405–0,3 THz                | 740 nm–1 mm                | 1,7 eV–1,24 meV            | 3,1 B                      |
| Synligt ljus               | 789–405 THz                | 380–740 nm                 | 3,3 eV–1,7 eV              | 0,3 B                      |
| Ultraviolett (UV)          | 300 PHz–789 THz            | 1–380 nm                   | 1,24 keV–3,3 eV            | 2,6 B                      |
| Röntgenstrålning (X)       | 30 EHz–300 PHz             | 10 pm–1 nm                 | 124 keV–1,24 keV           | 2 B                        |
| Gammastrålning (γ)         | > 30 EHz                   | < 10 pm                    | > 124 keV                  |                            |

## Tekniska tillämpningar
- Bluetooth (ersättning för kablar vid korthållkommunikation)
- Flygtrafikledning
- Identifiering av fordon och gods
- Jordresurssatelliter
- Kollisionsvarnare
- Kosmisk bakgrundsstrålning
- Maser
- Meteorologi
- Mikrovågsugn
- Microwave Landing System (MLS) - förarlös landning av flygplan
- Mobiltelefoni
- Mätteknik inkl telemetri
- Plastsvetsning
- Positionsbestämning (GLONASS, GPS), PAR
- Radarnavigering
- Radioastronomi, SETI
- Radiolänkar för mångkanalsförbindelser för telefon, televisionsdistribution, data
- Rörelsedetektor
- Trådlösa telefoner (DECT)